# NGC 6604
NGC 6604 est un très jeune amas ouvert situé dans la constellation du Serpent. Il a été découvert par l'astronome germano-britannique William Herschel en 1784.
Selon la classification des amas ouverts de Robert Trumpler, cet amas renferme moins de 50 étoiles (lettre p) dont la concentration est moyennement forte (I) et dont les magnitudes se répartissent sur un grand intervalle (le chiffre 3). Selon le site Lynga consacré au amas ouvert, le nombre d'étoiles observables est de 105 avec 30 d'entre elles qui sont membres. De plus, toujours selon Lynga, la classe est I3m indiquant probablement que l'amas pourrait contenir entre 50 et 100 étoiles.

## Observation
Avec une magnitude visuelle de 6,5, on peut observer l'amas avec de petites jumelles.

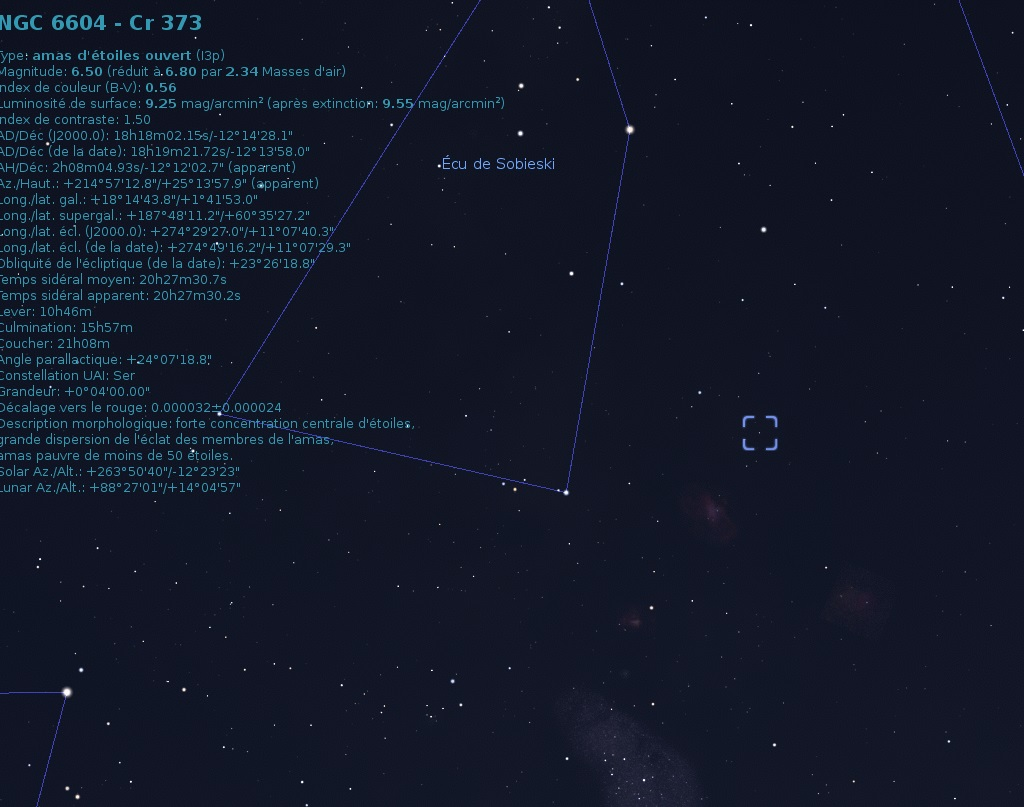
Emplacement de NGC 6604 dans la constellation du Serpent près de l'Écu de Sobieski.

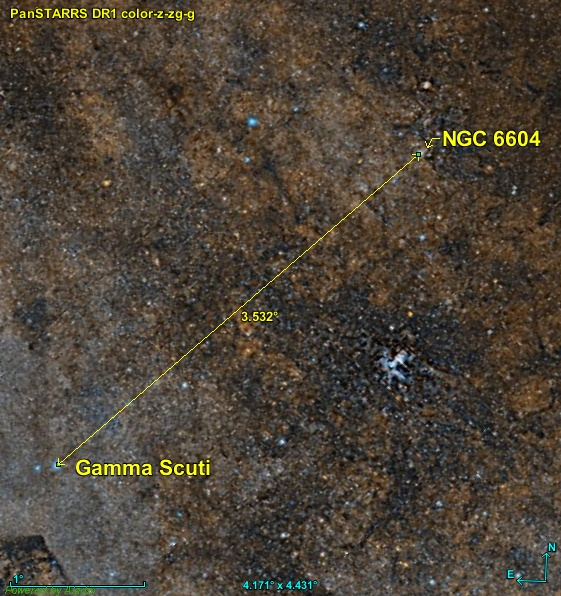
Position de NGC 6604 par rapport une étoile.

NGC 6604 est situé à environ 3,5 degré au nord-ouest de l'étoile Gamma Scuti, une étoile de magnitude 4,67 de la constellation de l'Écu de Sobieski.

## Caractéristiques
Certaines caractéristiques apparaissent sur la base de données Simbad, mais une publication très récente (2023) basée sur les mesures de la parallaxe par le satellite Gaia a permis une mise à jour importante des données. Les données du « GAIA EARLY DATA RELEASE 3 (GAIA EDR3) » ont également permis aux auteurs (Almeida, Monteiro et Dias) de cette publication d'estimer la masse de 773 amas ouverts, dont celle de NGC 7086 qui est de 871 ± 174 {\displaystyle M_{\odot }}.

### Distance, taille et vitesse
Cet amas est à 1 935 ± 37 pc du système solaire.
Cinq valeurs de la distances sont indiquées sur la base de données Simbad: 1 650 pc, 1 885 ± 75 pc, 1 403 ± 21 pc, 1 895 pc et 1 696 pc. La moyenne de ces valeurs est de 1 706 ± 202 pc (∼5 560 al), ce qui est de justesse à l'intérieur de l'intervalle des distances proposé par Almeida, Monteiro et Dias.
La taille apparente de l'amas est de 6 minutes d'arc, ce qui, compte tenu de la distance de 1 935 ± 37 pc et grâce à un calcul simple, équivaut à une taille réelle d'environ 11,0 ± 0,2 al.
Deux valeurs de la vitesse sont indiquées sur Simbad : 9,60 ± 7,05 km/s et  16,5 ± 1,7 km/s.

### Les étoiles de NGC 6604
Âgé de seulement 6,4 millions d'années, NGC 6604 renferme plusieurs étoiles massives de type OB. HD 167971 est un système stellaire particulièrement remarquable qui contient trois étoiles massives (32,23 {\displaystyle M_{\odot }}, 14,23 {\displaystyle M_{\odot }} et 30,59{\displaystyle M_{\odot }}). La plus lumineuse de ce système est l'étoile MY Serpentis, une étoile binaire à contact dont la période est 3,32 jours. HD 167971 est un autre système binaire à contact dans l'amas. Les deux systèmes sont des sources de rayonnement X
Simbad montre aussi un bouton nommé Children. En cliquant sur ce bouton, on atteint une section de cette base de données qui renferme un tableau contenant 298 entrées pour NGC 6604. Cependant, des étoiles (les Children) peuvent apparaître plusieurs fois dans la deuxième colonne du tableau, d'où le nombre de liens bibliographiques qui est supérieure au nombre d'étoiles. La quatrième colonne de ce tableau indique la probabilité que l'étoile appartienne à l'amas. En cliquant sur le titre de cette colonne, on peut classer la probabilité par ordre croissant ou décroissant. En cliquant sur la désignation de l'étoile, on atteint la page de Simbad qui résume ses propriétés.

## Un amas dans une région d'hydrogène ionisé

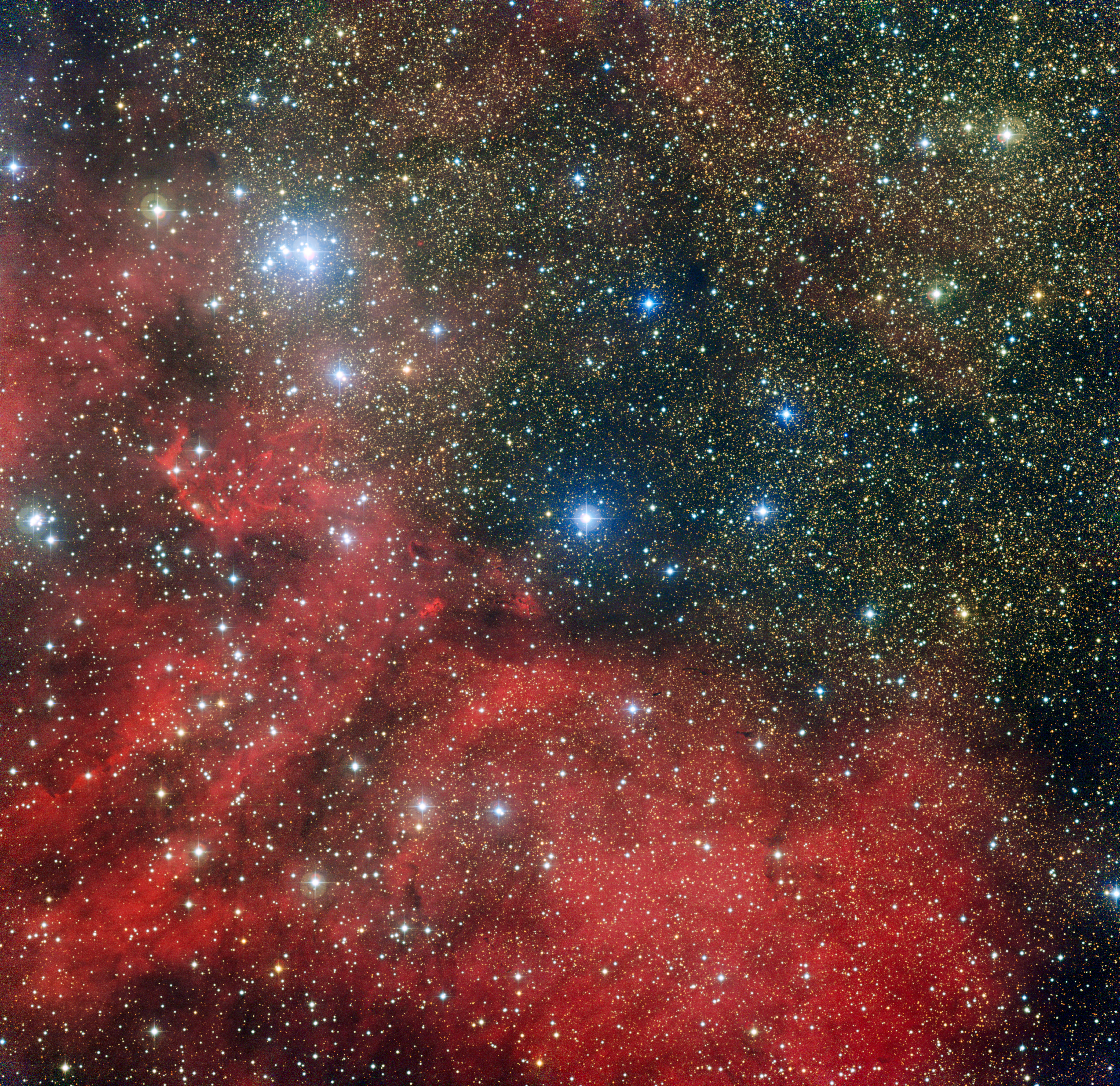
NGC 6604 se trouve dans la Région HII Sh2-54.

NGC 6604 est le groupe compact d'étoiles dans le coin supérieur gauche de l'image réalisée par télescope de 2,2 mètres de l'observatoire de La Silla au Chili. Cette image nous montre aussi le nuage d'hydrogène ionisé Sh2-54 et d'autres nuages de poussière. NGC 6604 renferme une étrange colonne de gaz chaud ionisé qui attire l'attention des astronomes. On a observé des colonnes semblables ailleurs dans la Voie lactée émanant de jeunes amas d'étoiles, mais celui de NGC 6604 est relativement près et il permet aux astronomes de l'étudier plus en détail. Cette colonne est remarquable, car perpendiculaire au plan galactique elle s'étire sur une incroyable longueur de 650 années-lumière.